# Антропов, Андрей Романович
Андре́й Рома́нович Антро́пов (нем. Andreas von Antropoff; 16 августа 1878, Ревель — 2 июня 1956, Бонн) — русский и немецкий учёный-химик-неорганик и геохимик, профессор Боннского университета, ввёл термин нейтроний и разработал альтернативную периодическую таблицу химических элементов (1926).

## Биография
Родился 16 августа 1878 года Ревеле (современый Таллин) в семье Романа Александровича Антропова (фон Антропоф), юриста и владельца поместья, из переселившейся в Эстляндию и частично утратившей русские корни дворянской семьи, и его жены Софии Эмилии Кох. У него было 4 брата и сестра.
В 1889—1892 годах учился в немецкой лютеранской школе при соборе Святой Марии в Ревеле.
С 1893 года в школе Лаюса (Lajusschule) и в реальном училище в Ревеле.
Затем изучал машиностроение в Политехнической школе в Риге (1897—1899) и химию (1899—1904).
В 1904—1907 годах стажировался по химии в Гейдельбергском Университете, где получил степень доктора наук (Dr. phil. nat.).
В 1907 и 1908 годах работал исследователем в Университетском колледже Лондона под руководством Уильяма Рамзая.
В 1908—1915 годах был ассистентом и доцентом, а с 1911 по 1915 год преподавал неорганическую химию в Рижской политехнической школе.
В 1911 году он получил степень магистра в Императорском Санкт-Петербургском университете и был заведующим отделением Центральной палаты мер и весов в Санкт-Петербурге.
В 1916 году был арестован по обвинению в шпионаже в связи с Первой мировой войной и с июля 1916 года по март 1917 года находился в заключении в Санкт-Петербурге.
С сентября 1917 года по январь 1918 года служил в русской армии. В 1918 году вновь арестован по политическим мотивам большевиками Петроградского Совета.
В 1918 году переехал в Германию и стал работать в Техническом колледже в Карлсруэ.
В 1924 году отправился служить в Бонн профессором и заведующим кафедрой физической химии.
Стал деканом факультета математики и естественных наук Боннского университета и членом Сената.
Стал национал-социалистом и первым водрузил флаг со свастикой над университетом в 1933 году. В 1944 году он принял на себя управление Сельскохозяйственным научно-исследовательским институтом в Эбсторфе, графство Ильцен.
Из-за своего нацистского прошлого он был отстранен от должности в 1945 году и вышел в отставку в 1948 году.
Скончался 2 июня 1956 года в Бонне.

## Семья
Женился 11 декабря 1926 года на Эрике Полине Алисе фон Антропофф (урожденная Эрика Германнига фон Шпремберге).

## Альтернативная периодическая таблица химических элементов
Впервые опубликовал свою периодическую таблицу в статье «Eine neue Form des Periodischen Systems der Elemente», в 1926 году.
Периодическая таблица регулярно нумеруется от 1 — Водород до 118 — Оганесон, где «каждое число представляет количество протонов, хранящихся в ядре атома в удовлетворительном балансе» по сравнению с большинством других современных таблиц. Кроме того, он поместил теоретический «нулевой элемент», который «был предметом догадок в течение почти столетия» в своей периодической таблице, и назвал его нейтронием.
Его периодическая таблица широко использовалась в немецких школах, но её отменили в 1945 году (после того, как стало известно о его связях с нацистами)
Линус Полинг скопировал схему периодической таблицы Антропоффа в своей книге «Общая химия» 1949 года и использовал её также в других изданиях «Химической связи», не указывая автора.

## Научные публикации
Автор многочисленных цитируемых публикаций по неорганической химии, общей химии, электрохимии и физике, среди них:
- Experimentelle Untersuchung über die Löslichkeit der Edelgase in Flüssigkeiten. (1919)[16]
- Eine neue Form des periodischen Systems der Elementen // Zeitschrift für Angewandte Chemie. 1926. Bd. 39 (23). S. 722—725.
- Experimentelle Einführung in die Chemie (1929)
- Atlas der anorganischen und physikalischen Chemie (с M. Штакельберг)
- Wandtafeln des Periodischen Systems der Elemente. (1926).